# Барбарич, Андрей Иванович
Андрей Иванович Барбарич (14 [27] августа 1903, м. Остер, теперь Черниговской области — 1979, Киев) — украинский советский ботаник-систематик, дендролог, доктор биологических наук, старший научный сотрудник отдела систематики цветковых растений, учёный секретарь, член спецсовета по защите диссертаций Института ботаники АН УССР (1941-1945).

## Биография
В 1933 окончил биологический факультет Киевского института народного образования (ныне Киевский национальный университет имени Тараса Шевченко). 1934—1935 — учился в аспирантуре Института ботаники АН УССР под руководством академика А. В. Фомина.
В 1939 защитил кандидатскую диссертацию на тему: «Растительность Правобережного Полесья Украинской ССР». В 1968 году по совокупности трудов получил степень доктора биологических наук.
С 1934 по 1979 работал в Институте ботаники АН УССР, занимая должности младшего и старшего научного сотрудника отдела систематики цветковых растений.
В течение 15 лет занимал должность ответственного секретаря Украинского ботанического общества, был членом Правления Украинского общества охраны природы, членом Научного совета отдела заповедников, памятников природы и дендропарков Государственного комитета по охране природы при Совете Министров СССР, вел большую научно-популяризаторскую работу по вопросам природоохранной тематики.

## Научная деятельность
Научные труды посвящены вопросам дендрологии, геоботаники, флористики, систематики и географии растений, охраны природы, растительного сырья и тому подобное. Большинство из них посвятил флоре и растительности Украины. А. И. Барбарич — один из авторов 12-томного издания «Флора УССР», справочника «Определитель растений», справочника «Сорняки», первой в своем роде труда «Геоботаническое районирование Украинской ССР» и ряда других монографий.
Значительное внимание Барбарич Андрей Иванович уделял также изучению истории ботанических исследований на Украине и библиографии ботанической литературы.

## Награды
- Сталинская премия 3-й степени (1952).

## Примітки
1. ↑  Andrej Ivanovič Barbaricz // author citation in botany and mycology
2. ↑  Andrej Ivanovic Barbaricz // Harvard University Herbaria & Libraries Index of Botanists (англ.) — Harvard University Herbaria and Libraries.
3. ↑   Архивная копия от 13 апреля 2014 на Wayback Machine // Черниговская областная универсальная научная библиотека имени В. Г. Короленко